# Damian Gąska
Damian Gąska (Varsavia, 24 novembre 1996) è un calciatore polacco, centrocampista del Warta Poznań.